# 乌克兰反恐中心

反恐中心徽章

乌克兰反恐中心（烏克蘭語：Антитерористичний центр при Службі безпеки України）是乌克兰安全局的常设反恐机构。